# Појана (Ворона)
Појана (рум. Poiana) насеље је у Румунији у округу Ботошани у општини Ворона. Oпштина се налази на надморској висини од 275 m.

## Становништво
Према подацима из 2002. године у насељу је живело 1550 становника, од којих су сви румунске националности.